# Batthyány-kódex
A Batthyány-kódex egy ívrétű, 225 levélből álló, új gót betűkkel írott, hézagosan és csonkán fennmaradt kézirat.
A mű ismeretlen szerzői az 1556 és 1563 közötti időben dolgozták át az eredetileg katolikus jellegű karkönyvet protestáns énekeskönyvvé, és hangjegyekkel is ellátták. A mű az egyik legrégebbi protestáns graduál, amely azt a kort őrzi, amikor a két keresztény felekezet még kölcsönösen átvette egymás énekeit. A Batthyány-kódex egyik forrása volt a Keserű Dajka János és Geleji Katona István református püspökök által szerkesztett Öreg Graduálnak, de felhasználták énekeit a 17. századi unitáriusok is. Protestáns jellegét Horváth Cirill mutatta ki, szövegét pedig Wolf György adta ki 1890-ben a Nyelvemléktár XIV. kötetében. A kódex nevét a Batthyány családról kapta, ugyanis a gyulafehérvári püspöki Batthyány-könyvtárban őrizték.